# Nordische Skiweltmeisterschaften 1929/Teilnehmer (Großbritannien)
| Goldmedaillen | Silbermedaillen | Bronzemedaillen |
| ------------- | --------------- | --------------- |
| —             | —               | —               |

Großbritannien war bei den 6. Nordischen Skiweltmeisterschaften, die vom 5. bis 10. Februar 1929 in Zakopane in Polen stattfanden, mit einem Aufgebot von elf Skiläufern, davon neun Männer und zwei Frauen vertreten.

## Teilnehmer und Ergebnisse
Die britischen Sportler nannten in den offiziellen Wettbewerben nur im Skispringen. Von den beiden gemeldeten Springern nahm letzthin nur Guy Nixon am Wettbewerb teil. Er sprang im ersten Durchgang 36,0 Meter, stürzte dabei aber und trat im zweiten Durchgang nicht mehr an.
Die übrigen Teilnehmer konkurrierten im internationalen alpinen Abfahrtslauf, der von der FIS aber nicht in das offizielle Wettbewerbsprogramm aufgenommen wurde. Hierbei erzielte der bekannte, lange Zeit in Kitzbühel lebende Schotte Bill Bracken mit dem zweiten Rang das beste britische Ergebnis. Guy Nixon, der Skispringer der 1931 auf der Bolgenschanze in Davos mit 60 Meter den britischen Weitenrekord aufstellte, welcher erst im Jahr 1987 von „Eddie the Eagle“ Edwards übertroffen werden sollte, kam auf den sechsten Platz, W. James Riddel belegte den achten Rang.
Am Wettbewerb der alpinen Abfahrt nahmen außer Konkurrenz zwei Frauen teil. Dies kam zustande, da der polnische Skiverband in seiner schriftlichen Einladung an die nationalen Skiverbände sprachlich nicht zwischen Männern und Frauen unterschieden hatte, obwohl der Wettbewerb nur für Männer ausgeschrieben werden sollte. Sir Arnold Lunn nutzte diese Unpässlichkeit und meldete mit Audrey Sale-Barker und Doreen Elliot auch zwei Skiläuferinnen an. Die polnischen Veranstalter werteten die Meldung des Ski Club of Great Britain für die beiden Frauen vorerst irrtümlich als Anmeldung zum Skilanglauf der Frauen. Nach der Einigung mit Lunn durften die beiden zumindest außer Konkurrenz am Wettbewerb teilnehmen. Wie gut die britischen Skiläuferinnen waren, zeigte sich daran, dass sie nach ihren Laufzeiten die Plätze 13 und 14 belegt hätten.

### Männer
| Sportler             | Verein | Skilanglauf 18 km | Skilanglauf 50 km | Skispringen K-60 | N. Komb. 18 km / K-60 | Ski Alpin Abfahrt | Patrouille 28 km |
| -------------------- | ------ | ----------------- | ----------------- | ---------------- | --------------------- | ----------------- | ---------------- |
| William Bracken      |        | –                 | –                 | –                | –                     | 2.                | –                |
| ? Dobbs              |        | –                 | –                 | –                | –                     | DNS/F             | –                |
| Pelham Maitland      |        | –                 | –                 | –                | –                     | 10.               | –                |
| Harold Mitchell      |        | –                 | –                 | –                | –                     | 22.               | –                |
| Guy Nixon            |        | –                 | –                 | DNF              | –                     | 6.                | –                |
| Christ Pitman        |        | –                 | –                 | –                | –                     | 13.               | –                |
| E. W. A. Richardson  |        | –                 | –                 | –                | –                     | 12.               | –                |
| William James Riddel |        | –                 | –                 | DNS              | –                     | 8.                | –                |
| Colin Wyatt          |        | –                 | –                 | –                | –                     | DNS/F             | –                |

### Frauen
| Sportler           | Verein | Ski Alpin Abfahrt |
| ------------------ | ------ | ----------------- |
| Doreen Elliot      |        | A.K. (13)         |
| Audrey Sale-Barker |        | A.K. (14)         |

Anmerkung: Ursprünglich wurde auch noch eine Miss Keiller (eventuell die erste Frau des Skiläufers, Industriellen und Hobbyarchäologen Alexander Keiller, Veronica Mildred), angemeldet. Diese Nennung wurde aber zurückgezogen.

## Legende
- A.K. = Außer Konkurrenz (keine offiziell gewertete Teilnahme)
- DNS = Did not start (nicht gestartet)
- DNF = Did not finish (nicht beendet bzw. aufgegeben)